# Hummelmora torp, Järfälla kommun
Den här artikeln handlar om Hummelmora torp i Görvälns naturreservat, Järfälla kommun. För byn Hummelmora på Ljusterö i Österåkers kommun, se Hummelmora, Österåkers kommun.

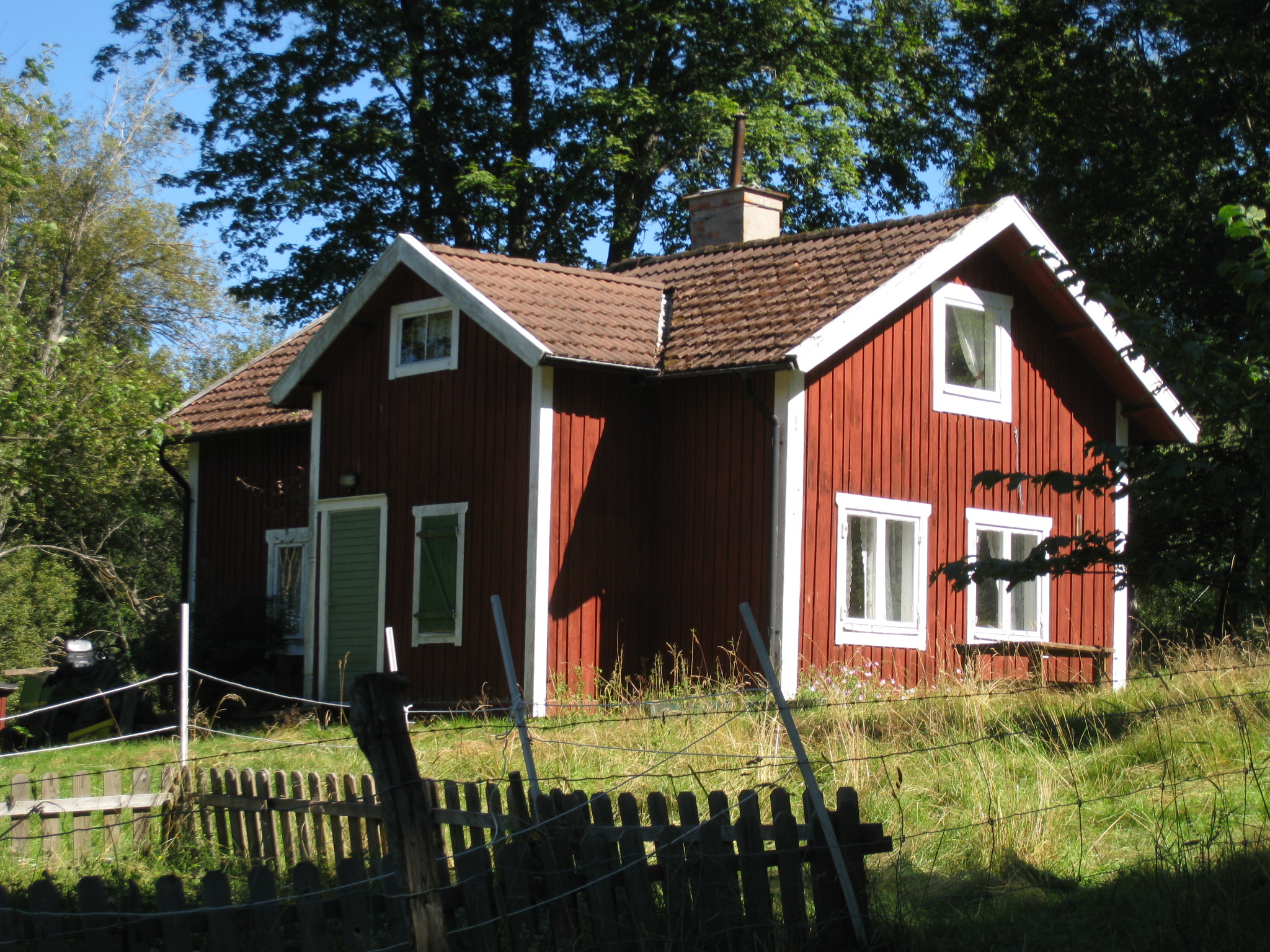
Hummelmora torp från väster, 2015.

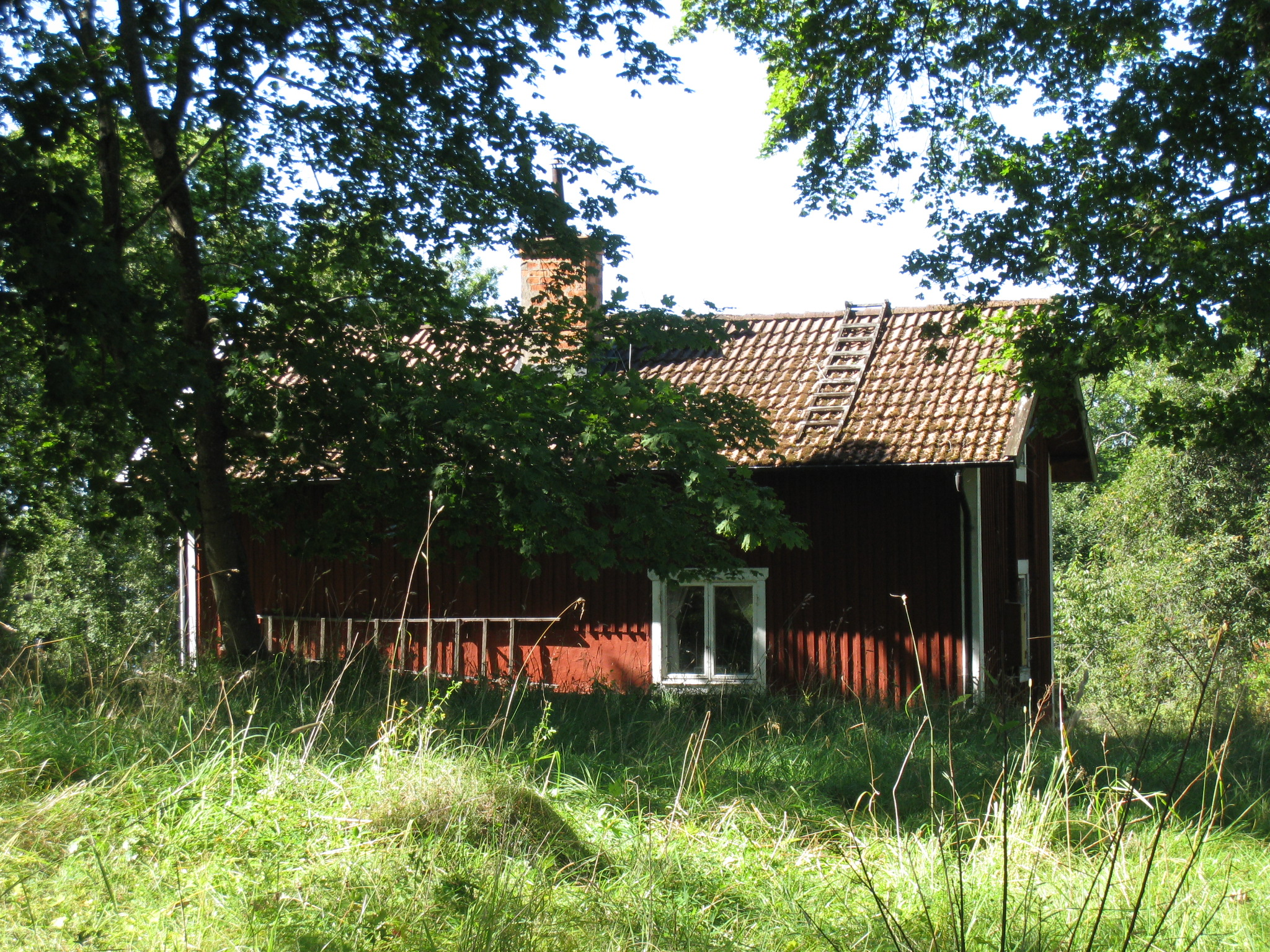
Hummelmora torp från söder, 2015.

Hummelmora torp är ett torp, som ligger i Hummelmora hage i Görvälns naturreservat i Viksjö i Järfälla kommun, Stockholms län.
Torpet, som var ett torp under Viksjö gård, ligger cirka 700 meter söder om Skäftingebroarna invid Mälaren och cirka 500 m nordnordväst om Sandviks gård. Torpstugan på Hummelmora, som fortfarande finns kvar, fungerade som bostad i drygt 300 år från 1618 till 1928, då det permanenta boendet på Hummelmora upphörde och istället blev sommarbostad. Sedan 1966 ägs torpet av Järfälla kommun och har nyttjats som sommarbostad.
Hummelmora torp är vackert beläget i en sluttning ner mot Mälaren i Hummelmora hage, omgivet av en gles lövskog där flera gamla ekar är naturminnesförklarade. Marken, som betas av får är dels öppen, dels beväxt med lövträd och buskar. Torpet i Hummelmora hage nås lättast med bil eller med cykel från Jakobsberg via Vattenverksvägen. Parkering finns i anslutning till hagen.

## Kallbrunna skogvaktarboställe vid Kallbrunna äng
På 1500-talet låg i Hummelmora hage också en gård, Kallbrunna torp, som tycks ha försvunnit i slutet av århundradet. I slutet på 1600-talet tillhörde området Veddesta gård, dit Sandviks gård också hörde. Liksom Hummelmora torp var Kallbrunna skogvaktarboställe på 1760-talet, men redan i mantalslängden 1733 var platsen, under namn av Skogvaktartorp, bebodd av Veddesta skogvaktare Jan Persson. Området vid torpets skogvaktarboställe kallades förr Kallbrunna äng och gränsen mellan Veddesta och Viksjö gick genom Hummelmora hage. Ängsområdet utgjorde 2 tunnland 31 kappland och bestod av hårdvall. Området hade ofta påhälsning av vedtjuvar, som tog sig över sjön för att stjäla skog från Järfällasidan och därför var det nödvändigt med övervakning av skogen.
Hummelmora betecknades på kartan 1775 som Viksjö skogvaktarboställe. På kartan över Veddesta skog 1775 nämns Kallbrunna direkt som Veddesta skogvaktarboställe. I mantalslängderna 1864-1880 och i husförhörsboken 1860-1879 förekommer platsen under beteckningen Kallbrunna som bebodd, först av skogvaktare och sedan av torpare. Fram till 1879 var Kallbrunna bebott då och då. Där finns en stensamling som kan vara efter spisröset eller skorstensstocken. Vid Kallbrunna finns det nu inte några byggnader kvar. 
Kallbrunna torpplats låg cirka 250 m sydöst om Hummelmora torp. Platsen ligger cirka 300 meter från P-platsen vid Vattenverksvägen och cirka 300 meter norr om Sandviks gård, invid vägen Sandvik-Skäftinge, på det område som nu också kallas Hummelmora hage. Torpplatsen låg omedelbart intill gränsen mot Viksjö, mellan Sandvik och Hummelmora. Om 1500-talsgården Kallbrunna låg på samma plats vet man inte.

## Historik
Torpet Hummelmora, där torpstugan fortfarande finns kvar, är ett av de äldre i Järfälla, från något av 1600-talets första decennier, och har hört till Viksjö gård. Området kring Hummelmora kom att läggas ut som grönområde i samband med exploateringen av Viksjö på 1960-talet. Marken ägs av Järfälla kommun sedan 1966. Sedan 1998 ingår Hummelmora i Görvälns naturreservat.

## Byggnaden
Torpet Hummelmora är en stuga i en våning och har ytterväggar beklädda med stående rödfärgad locklistpanel. Knutlådor och omfattningar är vita. Den ursprungliga dörren är ersatt med en nyare. Omkring år 1905 byggdes stugan till på höjden för att kunna inrymma rum på vinden. Stugans ursprungliga eldstadsanordning finns kvar, kompletterad med en vedeldad spis. På 1800-talet var torpet mindre än det är nu. Omkring 1925 höjde man huset och inredde två rum på vinden. Fram till 1929 var huset bebott och därefter har huset hyrts ut som sommarstuga.

## Hummelmora tegelbruk
Hummelmora tycks tidigt ha varit bostad för tegelslagare. I cirka 30 år, från 1660-talets mitt till 1690-talets mitt fanns tegelbruket vid Hummelmora och under perioden ledde åtminstone fyra tegelslagare verksamheten. I mantalslängden från 1665 finner man en inte namngiven tegelslagare med hustru och tre tegeldrängar med hustrur på Hummelmora. Det tyder på att ett tegelbruk etablerades här vid 1660-talets mitt. Enligt domboken för 1679 bodde tegelslagaren Mats Eriksson i Hummelmora. Han nämns i domboken som vittne i ett mål angående olaga skogshygge i Viksjö.
Under 1600-talets mitt och senare hälft förekom tegeltillverkning förutom vid Hummelmora i Viksjö och vid Tegelstugan (Tegelkrogen), ungefär vid Eriksdal i Jakobsberg, även vid Görväln och Lövsta.
År 1691 hette tegelslagaren på Hummelmora Olof Olsson och han finns kvar vid Hummelmora till 1694 som tegelslagare och till 1695 som tegeldräng, liksom Ingemund Larsson 1696, också som tegeldräng. 1695 är Jacob Johansson, inflyttad från Skäftinge, tegelslagare och med regel en tegeldräng anställd. Det är inte möjligt att dra några slutsatser om tegelbrukets intensitet och omfattning, men år 1665 var det tre tegeldrängar anställda. Jacob Johansson avled 1703 och han efterträddes av Måns Gunnarsson, som har ett par tegeldrängar.

## 1600-talet
Hummelmora var bebyggt och bebott åtminstone till 1618 och sannolikt en del år dessförinnan. Hummelmora torp nämns första gången den 6 mars 1618 i en dombok för vintertinget i ett mål vari Hummelmora nämns. Torpet tillhörde Viksjö gård och är ett av de äldre torpen i Järfälla. I domboken för 1618 nämns att Sigfridh Mattsson i Brunsta, Hjälsta socken i Uppland, klagade att hans frände Jon Eriksson i Hummelmora torp, innan han för någon tid sedan dog, hade trolovat sig med pigan Gertrud Larsdotter. Hon hade tagit till sig en del saker, och därmed gjort hans barn arvlösa. Häradsrätten dömer pigan att lämna tillbaka det hon hade tagit. Vad detta bestod av framgår inte av det summariska referatet i domboken. Av boskaps- och utsädeslängder från 1620- och 1630-talen kan man finna att torparen då hette Johan Mattsson och hans hustru Margareta. År 1623 upptas Hummelmora i boskaps- och utsädeslängden, då Johan Mattsson bor där och han har då 2 kor och 2 får. Boskaps- och utsädeslängden för 1623 är den äldsta bevarade av detta slag för Järfälla. Torpet torde emellertid vara något äldre än så.

## 1700-talet

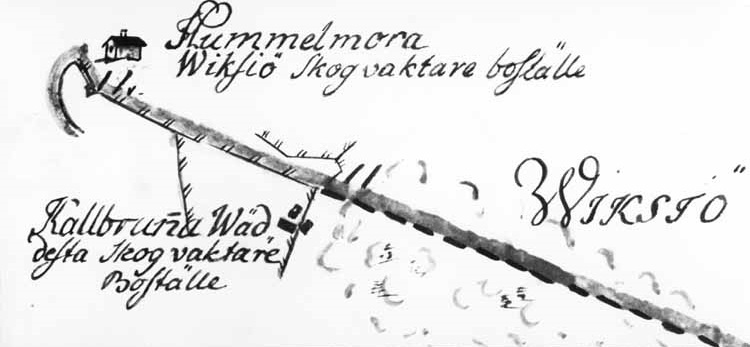
Del av karta över Veddesta skog från 1775 av lantmätaren Gabriel Boding, som utmärker Kallbrunna med tre byggnader i plan, Veddesta skog utan byggnad (Sandvik) och utanför kartan Torpet Hummelmora med en byggnad ej i plan.
Kallbrunna utmärks som Veddesta skogvaktarboställe och Hummelmora som Viksjö skogvaktarboställe.

Kartan över Veddesta skog 1775 visar att Hummelmora torp under senare delen av 1700-talet blev Viksjö skogvaktarboställe.
Kartan över Veddesta skog från 1775 av lantmätaren Gabriel Boding (1714-1790) är orienterad norr-söder. Original i Lantmäteristyrelsens arkiv. Kartan utmärker Kallbrunna med tre byggnader i plan, Veddesta skog utan byggnad (Sandvik) och utanför kartan Torpet Hummelmora med en byggnad ej i plan. Kallbrunna utmärks som Veddesta skogvaktarboställe och Hummelmora som Viksjö skogvaktarboställe. Den diagonalt gående breda mörka linjen markerar gränsen mellan Veddesta skog och Viksjö. Den korta bågformade delen av denna mörka linje i kartans övre vänstra hörn utmärker mälarstranden. De tre mörka rektanglarna omedelbart till höger om texten "Kallbrunna Wäddesta Skogvaktare Boställe" markerar bebyggelsen vid Kallbrunna, medan bebyggelsen vid Hummelmora markerats enligt det äldre sättet med att enbart utrita en stuga. Bebyggelsen vid Kallbrunna är som synes vid denna tid rätt obetydlig.
Troligen lades tegelbruket ned under 1720-talets senare hälft. Därefter brukades torpet av olika torpare. Under 1700-talet blev Hummelmora skogvaktarboställe för Viksjö och Hummelmora blev sedan Viksjö skogvaktarboställe till på 1820-talets mitt.
Under senare delen av 1700-talet blev Hummelmora således skogvaktarboställe och torp under Viksjö gård, vilket bland annat syns enligt kartan över Veddesta 1775. Skogvaktaren bevakade skogen mot skogstjuvar som kom från Svartsjölandet. Skogvaktaren Eric Palmgren flyttade in i torpet tillsammans med hustrun Greta under 1760-talets senare del.

## 1800-talet
Fram till 1820-talets mitt var därefter Hummelmora Viksjös skogvaktarboställe. Efter den tidpunkten var det ingen på torpet som bar titeln skogvaktare, utan brukarna benämndes torpare. Torparen Jon Eriksson, som var änkling, hade förlovat sig med en piga. Men innan paret hann gifta sig dog Jon. Pigan lade då beslag på Jons ägodelar och hans barn blev arvlösa. Hon dömdes dock att lämna tillbaka vad hon tagit. Någon gång under de kalla nödårsvintrarna 1867-1869 förirrade sig vargar ner till södra Uppland. Man spårade dem över Mälarisarna och såg att de tagit sig iland vid Hummelmora. Folk bådades upp och man lyckades jaga in vargarna i en liten dalsänka där de slogs ihjäl. Stället kallades sedan för Vargmötet, en plats som man numera inte riktigt vet var den låg.
Av Järfälla sockens yta har trakten ansetts skogfattig trots att skogen upptagit större delen av ytan. Vid häradsrätten förekom mycket ofta mål angående olaga skogshygge. Till några få större gårdar i Järfälla hörde dock avsevärda skogsområden som till exempel till Veddesta, Viksjö och Görväln, och dessa skogsområden blev ofta utsatta för olaga hygge. Under 1600- och 1700-talen anges särskilt bönderna på Svartsjölandet att vara svåra stjäla skog i Järfälla. Det var därför som skogvaktarboställen vid till exempel Hummelmora för Viksjö och Kallbrunna för Veddesta kom till. År 1890 var skogsarealen för hela Järfälla socken 2.719 ha eller nära 2/3 av hela socknens areal och år 1905 var skogsarealen 2.817 ha. Skogen bestod mest av barrskog och blandskog. Mindre bestånd av ren lövskog fanns bland annat just mellan Sandviks gård och Hummelmora, vid Riddersvik och Lövsta och utmed Säbysjöns södra delar.
I slutet av 1800-talet hette torparparet på Hummelmora Johan Carlsson Bäckström och Anna Lovisa Olsdotter. De var födda 1833 respektive 1822 i Småland. På torpet fanns under Bäckströms tid nästan alltid en dräng och en piga och under vissa perioder även gifta statdrängar med hustru och barn. Sitt arrende till Viksjö gård betalade Bäckström genom att föda upp oxar, som godsägare Törnblom på Viksjö tog emot i stället för arrendeavgiften. Även kalvar sålde Bäckström till Viksjö. För mjölken fanns det ingen avsättning, så den gick till kalvarna och svinen. Bäckström sålde däremot fisk, mest på vintern, då han fiskade lake och gädda. För en stor fisk fick han ungefär 25 öre. 1901 avslutade familjen Bäckström sitt arrende på Hummelmora och flyttade på hösten till Ytterselö socken invid Mälaren i Södermanland.

## 1900-talet

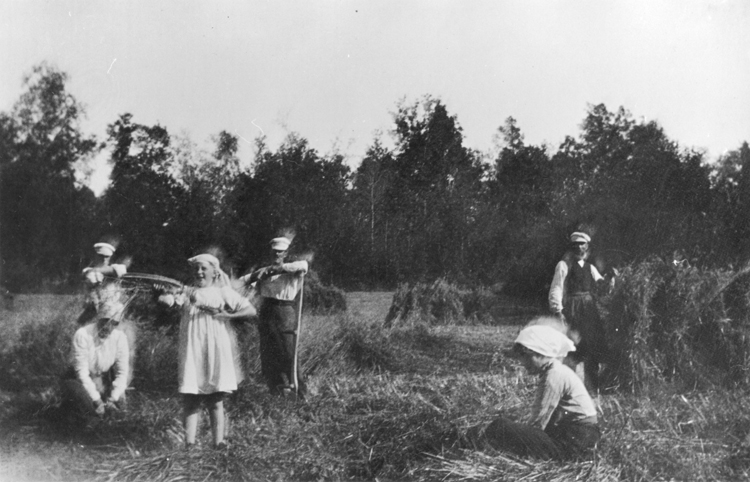
Skördearbete vid torpet Hummelmora på 1910-talet.

Den siste som var arrendator och brukare på Hummelmora torp, från 1902, var trädgårdsmästaren Hjalmar Malmström och hans hustru Emma. Under Malmströms tid var Hummelmora en blandning av traditionellt torp och trädgårdsmästeri. enligt. Hummelmora torp var bostad i drygt 300 år fram till år 1928, då permanentboendet upphörde och blev sommarbostad. Enligt församlingsboken och mantalslängden var Hummelmora var bebott till 1929.
Under 1960-talet kom området kring Hummelmora att läggas ut som grönområde i samband med exploateringen av Viksjö. Marken vid Hummelmora ägs sedan 1966 av Järfälla kommun och sedan 1998 ingår Hummelmora i Görvälns naturreservat.

## Hummelmora torp som sommarbostad
I Hummelmora hage låg, förutom Hummelmora torp, också Kallbrunna torp och Sandvik torp. De tre torpen Hummelmora, Lövholmen på södra delen av Skäftingeholmen och Sandudden vid brofästet till Koffsan ligger på mark som tillhörde Viksjö gård i Järfälla.
Efter drygt 300 år, åren 1618 till 1928, upphörde Hummelmora torp, som ovan nämnts, att vara permanentboende och det blev då istället sommarbostad. Bostadsbeståndet på Hummelmora som inte behövdes för jordbruket hyrdes då ut till personer med anknytning till AB Hufvudstaden, som genom sitt dotterbolag Viksjö AB ägde Viksjö.
År 1966 övertog Järfälla kommun Hummelmora och då tillämpade kommunen samma modell som Hufvudstaden och hyrde ut Hummelmora till personer med anknytning till kommunalförvaltningen. På så sätt blev Sven Hjalmar Karlsson och hans maka Margit hyresgäster. Karlsson var skolvaktmästare först vid Barkarbyskolan och sedan vid Aspnässkolan. År 1973 efterträddes han av Ernst och Wanja Gavelin. Gavlin var kommunsekreterare och senare överförmyndare. De följdes 1986 av Jonny Nord och Maud Eng. Jonny Nord var förman på kommunens parkavdelning senare fårhållare på Görvälns naturreservat, där Hummelmora ligger.

## Bilder

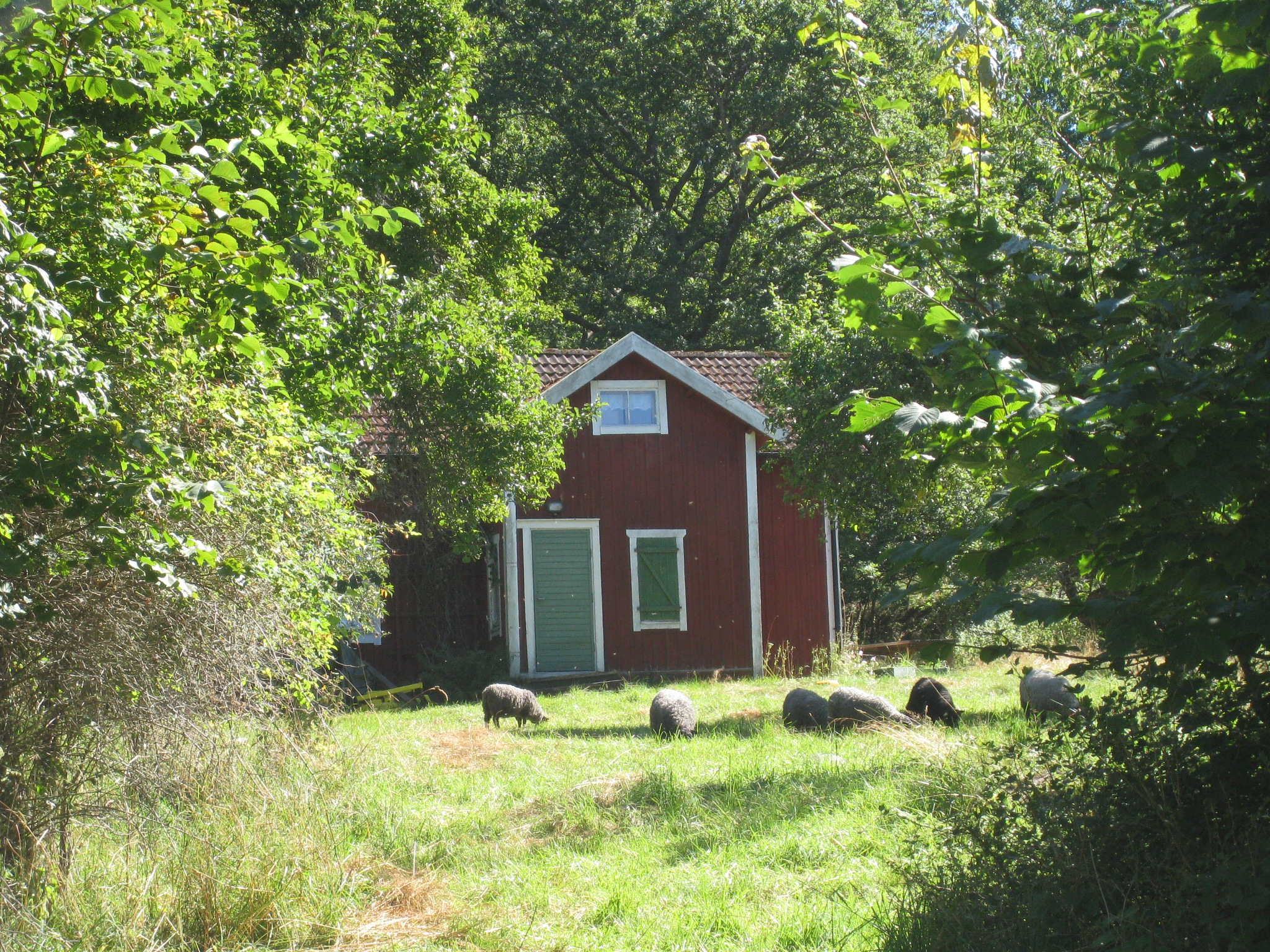
Fåren betar alldeles utanför torpet.
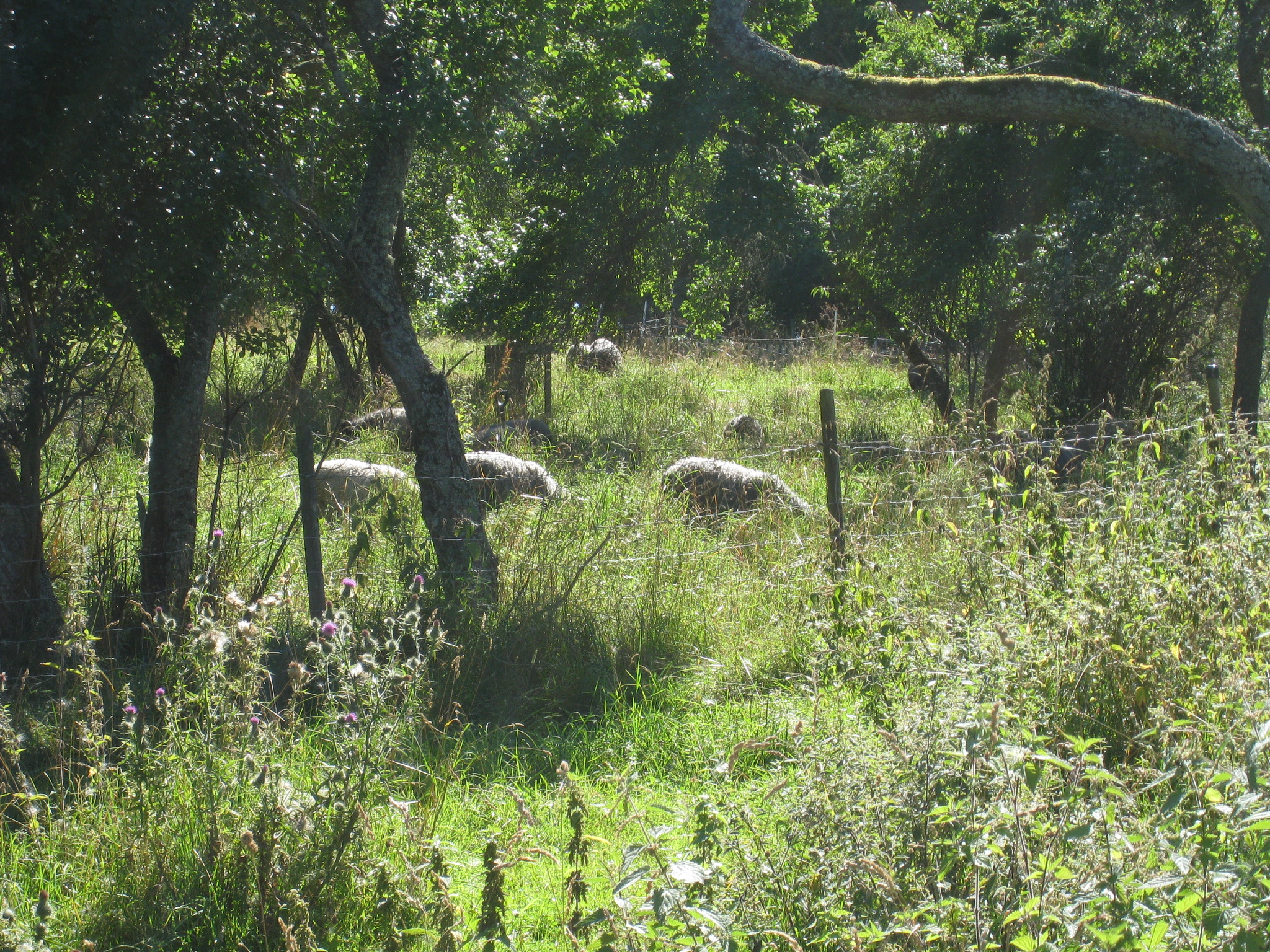
Fåren betar i hagen vid torpet.
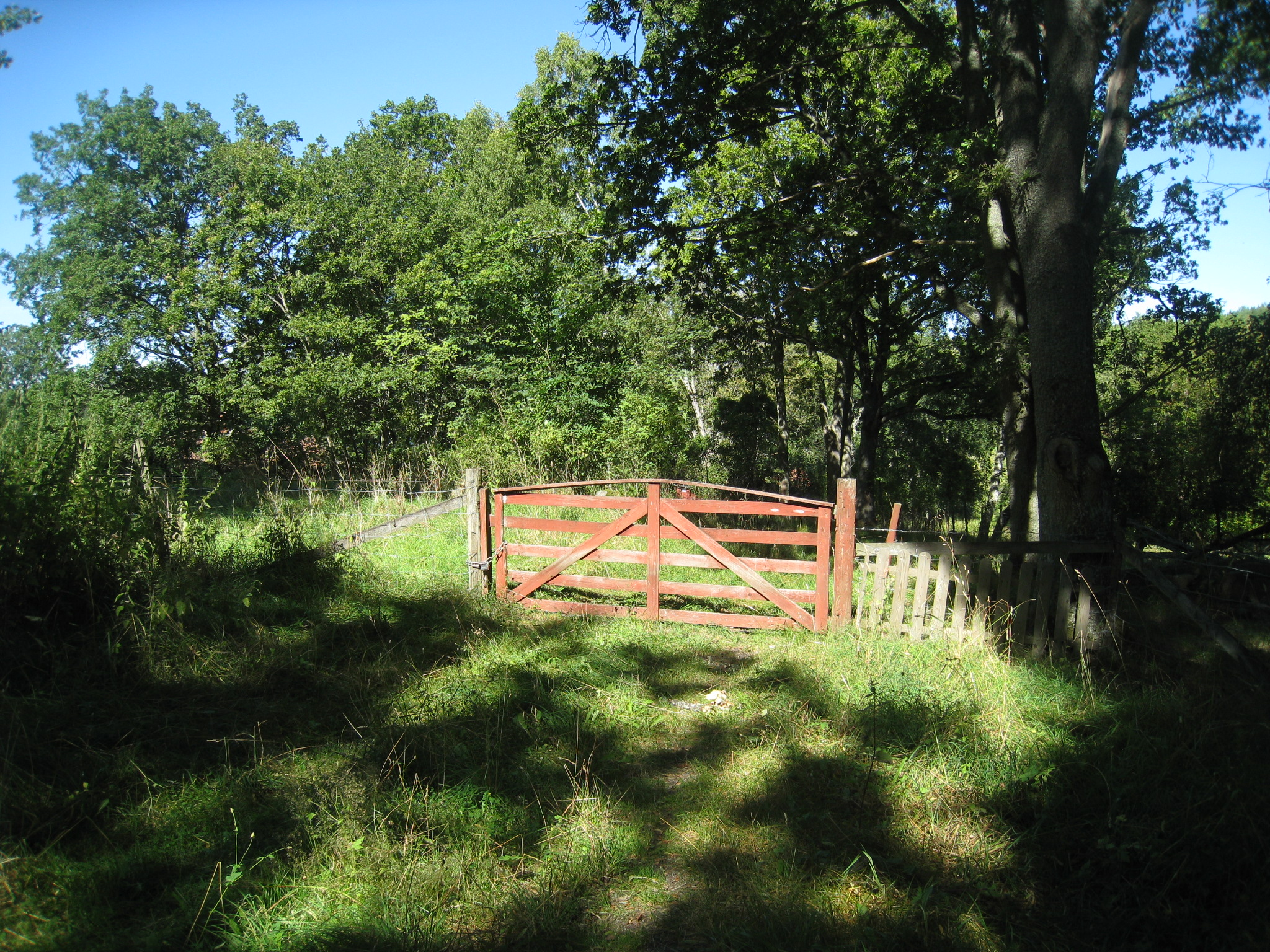
Grinden till torpet i Hummelmora hage.
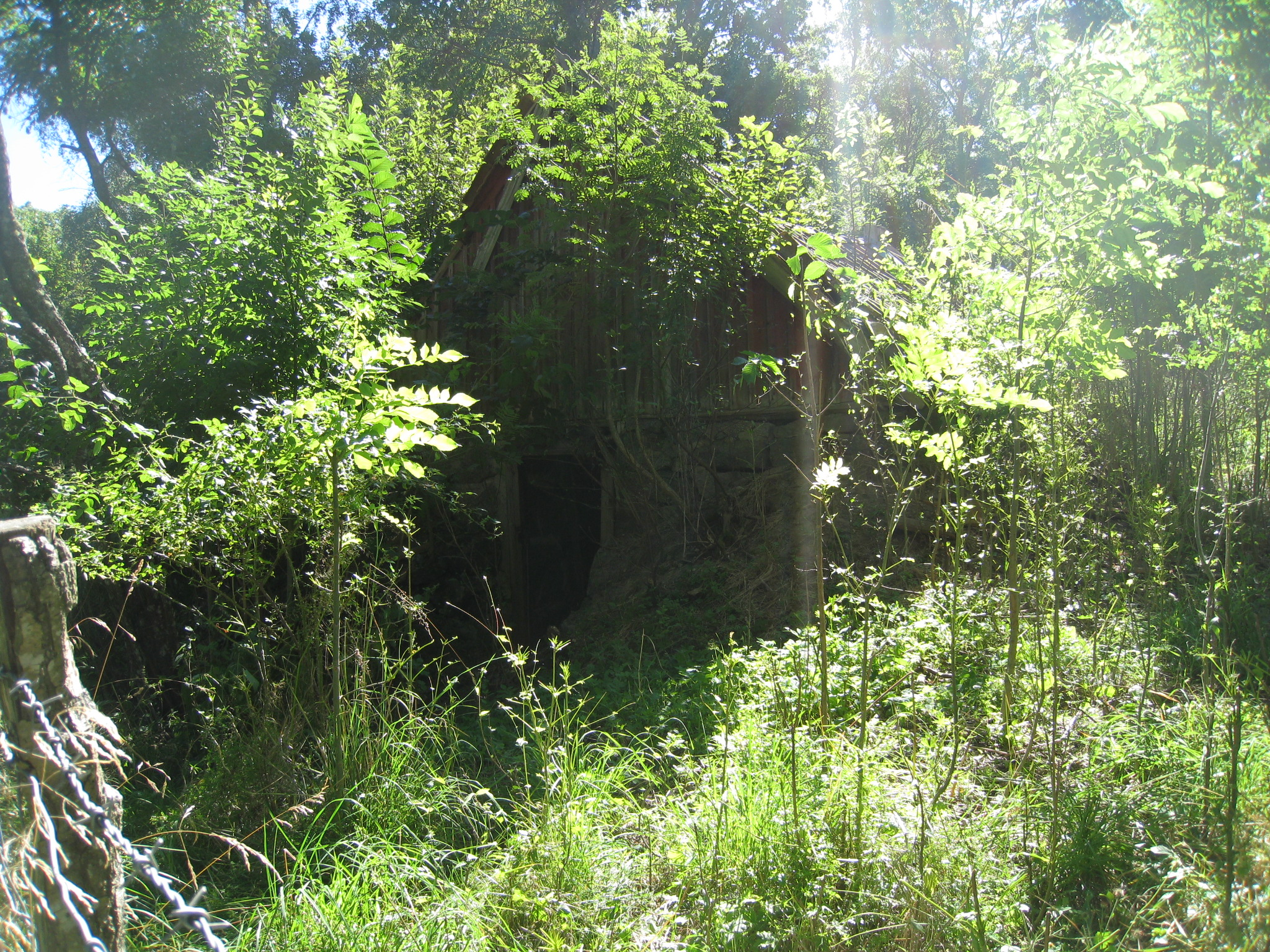
Torpets gamla matkällare inbäddad i grönska.